# John Mitchum
Pour les articles homonymes, voir Mitchum.
John Mitchum, né le 6 septembre 1919 à Bridgeport dans le Connecticut et mort le 29 novembre 2001 à Los Angeles, est un acteur américain au cinéma et à la télévision.

## Biographie
John Mitchum naît posthume, sept mois après le décès accidentel de son père.
Il est le plus jeune frère de Julie Mitchum et Robert Mitchum. Il resta longtemps cantonné à des rôles mineurs avant de se voir accorder des rôles plus importants à la fin de sa carrière. Il apparaît notamment dans des westerns avec son frère ou le fils de celui-ci, Christopher Mitchum. Il est connu pour avoir interprété le rôle du policier Frank DiGiorgio au côté de Clint Eastwood dans les trois premiers films de la saga L'Inspecteur Harry.
Il est notamment l'époux de Joy Hallward (1911-2003), sœur de Gloria Grahame (1923-1981).
John Mitchum meurt d'une attaque cardiaque le 29 novembre 2001.

## Filmographie sélective
- 1952 : Les Indomptables (The Lusty Men) de Nicholas Ray et Robert Parrish : Jack Nemo[N 1]
- 1958 : The Bonnie Parker Story de William Witney
- 1957 : Le Miroir au secret (5 Steps to Danger) de Henry S. Kesler : le shérif adjoint
- 1958 : Le Desperado des plaines (Cole Younger, Gunfighter) de R. G. Springsteen : le barman
- 1962 : La Vie privée d'Hitler (Hitler) de Stuart Heisler : Hermann Göring
- 1963 : Les Ranchers du Wyoming (Cattle King) de Tay Garnett : Tex
- 1964 : La Quatrième Dimension (The Twilight Zone) (série TV) : épisode La Résurrection (Mr. Garrity and the Graves) de Ted Post (saison 5, épisode 32)
- 1966 : El Dorado de Howard Hawks : le barman[N 2]
- 1966 : La Route de l'Ouest (The Way West) d'Andrew V. McLaglen : Little Henry[N 3]
- 1970 : Chisum d'Andrew V. McLaglen : le shérif-adjoint Baker[N 4]
- 1970 : Le Virginien (TV) saison 9 épisode 09 (The price of the hanging) : Davis
- 1971 : L'Inspecteur Harry (Dirty Harry) de Don Siegel : l'inspecteur Frank DiGiorgio
- 1973 : L'Homme des hautes plaines (High Plains Drifter) de Clint Eastwood : le gardien de la prison
- 1973 : Magnum Force de Ted Post : l'inspecteur Frank DiGiorgio
- 1975 : Le Solitaire de Fort Humboldt (Breakheart Pass) de Tom Gries : Red Beard
- 1976 : L'inspecteur ne renonce jamais (The Enforcer) de James Fargo : l'inspecteur Frank DiGiorgio
- 1976 : Josey Wales hors-la-loi (The Outlaw Josey Wales) de Clint Eastwood : Al
- 1977 : Un espion de trop (Telefon) de Don Siegel : Harry Bascom